# الزهرا الجادیدا
ال-زهرا ال-جادیدا یک منطقهٔ مسکونی در سوریه است که در استان دمشق واقع شده‌است.